# Município de Eden (condado de Wyandot, Ohio)
O município de Eden (em inglês: Eden Township) é um município localizado no condado de Wyandot no estado estadounidense de Ohio. No ano 2010 tinha uma população de 1092 habitantes e uma densidade populacional de 13,92 pessoas por km².

## Geografia
O município de Eden encontra-se localizado nas coordenadas 40° 52′ 01″ N, 83° 09′ 40″ O. Segundo a Departamento do Censo dos Estados Unidos, o município tem uma superfície total de 78.43 km², da qual 78,36 km² correspondem a terra firme e (0,09 %) 0,07 km² é água.

## Demografia
Segundo o censo de 2010, tinha 1092 pessoas residindo no município de Eden. A densidade populacional era de 13,92 hab./km².